# Dean Crawford
Dean Crawford (* 28. Februar 1958 in Victoria; † 6. Dezember 2023) war ein kanadischer Ruderer.
Crawfords erster großer internationaler Auftritt war bei den Weltmeisterschaften 1983, als er mit dem kanadischen Achter den achten Platz belegte. 1984 trat der kanadische Achter mit Blair Horn, Dean Crawford, Michael Evans, Paul Steele, Grant Main, Mark Evans, Kevin Neufeld, Patrick Turner und Steuermann Brian McMahon an. Bei den Olympischen Spielen 1984 belegten die Kanadier im ersten Vorlauf den zweiten Platz hinter den Neuseeländern und qualifizierten sich im Hoffnungslauf mit einem zweiten Platz hinter den Australiern für das Finale. Im Finale siegten die Kanadier mit vier Zehntelsekunden vor dem US-Achter, die Bronzemedaille gewannen mit zwei Sekunden Rückstand die Australier vor den Neuseeländern. 1985 belegte Crawford zusammen mit T. Gibbon, Grant Main Crawford und Kevin Neufeld im Vierer ohne Steuermann den fünften Platz bei den Weltmeisterschaften. 
Crawford machte seinen Abschluss an der Spectrum Community School in Saanich, British Columbia und studierte ab 1978 an der University of Victoria. Der 1,87 m große Crawford schloss ein Wirtschaftsinformatik- und Ökonomie-Studium an der University of Victoria ab und war Mitglied der dortigen Ruderteams.
Crawford wurde zusammen mit seinem Team, das 1984 die Goldmedaille gewann, 1985 in die British Columbia Sports Hall of Fame, 2003 in die Canadian Olympic Hall of Fame und 2019 in die Canadian Rowing Hall of Fame aufgenommen.
Dean Crawford starb am 6. Dezember 2023 im Alter von 65 Jahren.